# Marcus P. Nester

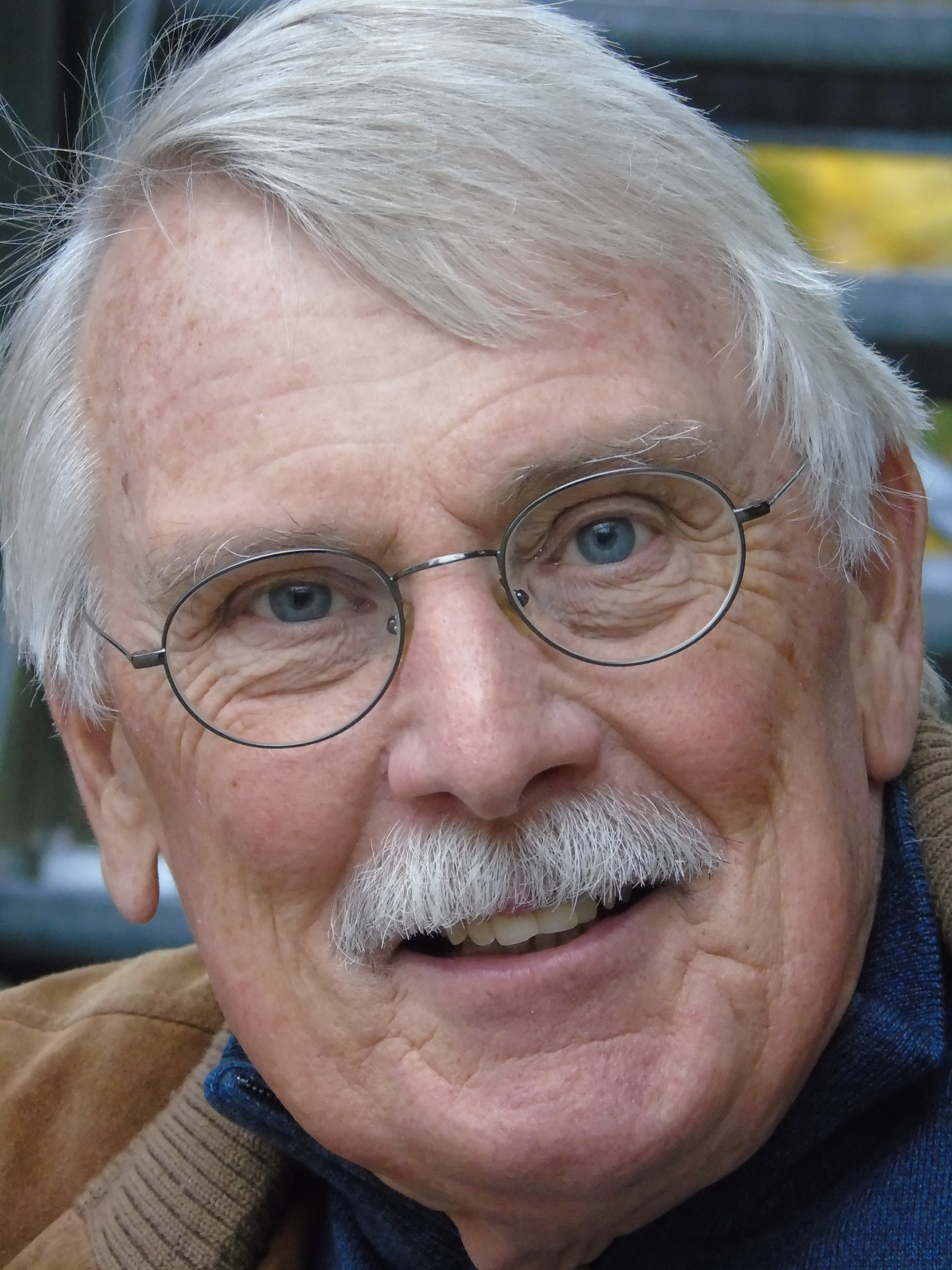
Marcus P. Nester (2015)

Marcus Paul Nester (* 30. Mai 1947 in Basel) ist ein Schweizer Filmschaffender, Fernsehredaktor und Autor. 

## Leben
Marcus P. Nester studierte Geschichte, Deutsch und Englisch. Nach dem Studium besuchte er die Filmklasse an der Kunstgewerbeschule Zürich in der Regie-Klasse unter Kurt Früh. Er war Redaktor für audiovisuelle Unterrichtsmittel in einem Basler Chemiekonzern, wechselte 1979 zum Schweizer Fernsehen und war dort bis 2006 Redaktor für den Einkauf und Programmierung von Spielfilmen. Als «Jungfilmer» hatte er 1972 mit dem Kurzspielfilm Ballonbremser mit Hans Liechti als Kameramann eines der ersten Spielfilmprojekte realisiert, an denen sich das Schweizer Fernsehen beteiligte. Zusammen mit Clemens Klopfenstein schuf er 1978 den Krimi Die Migros-Erpressung. 1982 folgte der Thriller Das leise Gift, der 1984 von Erwin Keusch verfilmt wurde. Es folgten Drehbücher zu Eurocops und Tatort sowie der Reihe ch-film, Kurzgeschichten und die Szenen-Satire und Liebes-Moritat Vergiss Venedig.

## Publikationen (Auswahl)
- Die Migros-Erpressung. Zytglogge Verlag, 1978.[6]
- Photographie in der Medizin. Editiones Roche, Basel 1979.
- Die Migros-Erpressung. Rowohlt Taschenbuch Verlag, Reinbek 1980.
- Das leise Gift. Benziger Verlag, 1982 (Vorabdruck in Fortsetzungen im Tages-Anzeiger)
- Der Donnervogel. Kurzgeschichte. In: Tödliche Umwelt (Diana), 1986.
- Das Gift im Garten. Kriminalerzählungen. Fischer Verlag, Frankfurt am Main 1988.
- Unterversichert. 1995. Kurzgeschichte. In: Banken, Blut und Berge (rororo-Thriller).
- Vergiss Venedig. Margarete Berg Verlag, Wesseling 2012.[7]
- Sturzgefahr. Die Lunte: Die schräge Reihe im Spiegelberg Verlag, Birrwil 2016.[8]

## Filmografie
- 1967: Home, Sweet Home, Kurzspielfilm (Drehbuch, Regie, Schnitt)
- 1968: Bedienung inbegriffen, Kurzspielfilm (Drehbuch, Regie, Schnitt)
- 1972: Ballonbremser (Regie)
- 1982: Das leise Gift (Autor)
- 1982: Der Hunger, der Koch und das Paradies (Redaktion)[9]
- 1992: Bildersturm (Drehbuch zur Serie Eurocops)
- 1995: Tatort: Rückfällig (Treatment zum Drehbuch)
- 1999: Tatort: Alp-Traum (Drehbuch)
- 2002: Dario M. (Drehbuch)